# 11064 Dogen
11064 Dogen è un asteroide della fascia principale. Scoperto nel 1991, presenta un'orbita caratterizzata da un semiasse maggiore pari a 2,7467979 UA e da un'eccentricità di 0,3292732, inclinata di 35,99256° rispetto all'eclittica.